# Schwimmanzug

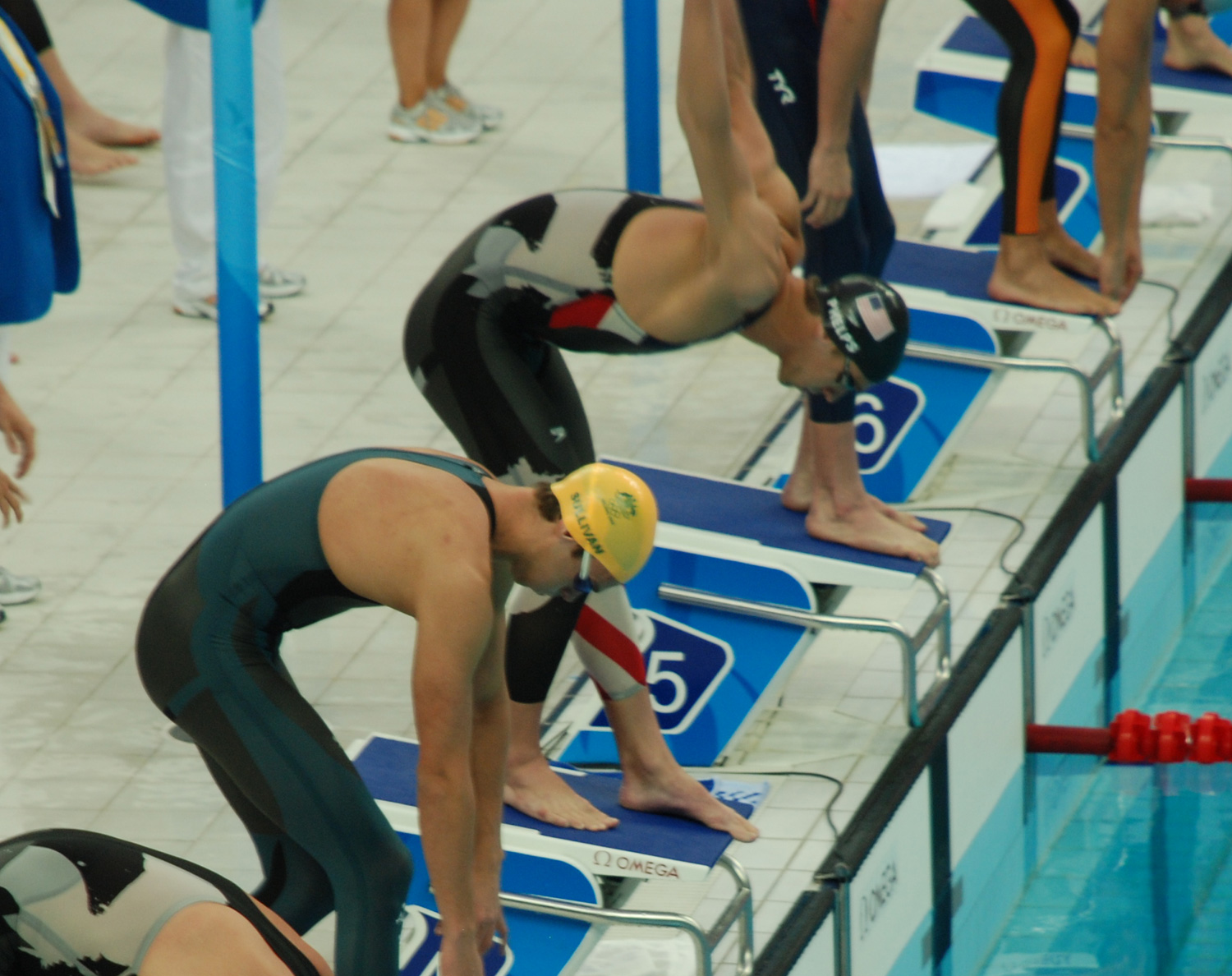
Michael Phelps und Eamon Sullivan in Schwimmanzügen bei den Olympischen Spielen 2008

Ein Schwimmanzug ist eine im Schwimmsport für Wettkämpfe und Wettkampftraining benutzte Form des Badeanzugs. Material und Form erlauben sehr schnelles Schwimmen, dafür müssen die Anzüge den Regeln der Fédération Internationale de Natation (Weltschwimmverband) entsprechen.

## Definition
Schwimmanzüge müssen seit den Regeländerungen von 2010 aus Gewebestoffen bestehen, heutzutage ist es meist eine Mischung von Spandex und Nylon. Sie liegen sehr eng am Körper an. Für Männer dürfen die „Anzüge“ von unterhalb des Bauchnabels abwärts bis über das Knie reichen (Form einer Radlerhose; Einteiler), für Frauen vom Hals abwärts ebenfalls bis über das Knie. Damenanzüge können als Ein- oder Zweiteiler ausgeführt sein, Ärmel sind verboten, die Schultern müssen frei bleiben.

## Entwicklung und Design

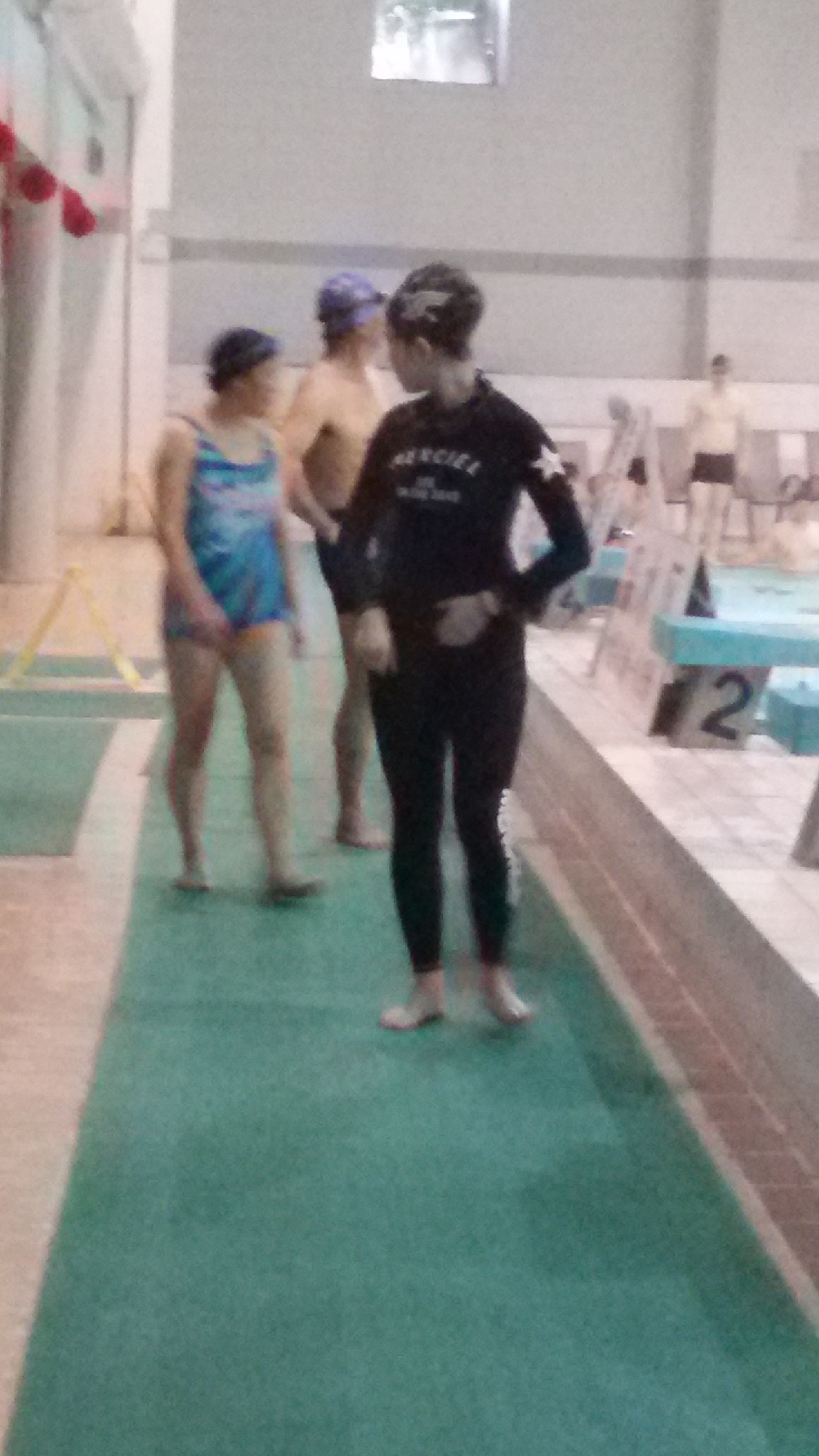
Ganzkörperschwimmanzug mit Ärmeln und Beinen

Seit 2006 entwickelten die Sportartikelhersteller Ganzanzüge, welche den Körper fast vollständig bedeckten und teilweise sogar langärmlig ausgeführt waren. Die Oberfläche dieser älteren Anzüge aus Polyurethan imitierte die Haut eines Hais und wies dadurch einen sehr geringen Strömungswiderstand auf. Außerdem erhöhen die Anzüge den Auftrieb des Schwimmers im Wasser und halten den Sportler durch eingearbeitete elastische Bänder in einer strömungsgünstigen Lage. So sorgte das 2008 eingeführte Modell LZR Racer des Sportartikelherstellers Speedo für viele neue Schwimmweltrekorde. Alleine im Olympiajahr 2008 wurden 133 neue Weltrekorde aufgestellt, danach trat das Verbot dieser Anzüge in Kraft, die Wettkampfgeschwindigkeiten wurden wieder niedriger.

## Verbot der Glatthautanzüge

### Dubai Charter
Nach Diskussionen über eine „Materialschlacht“ im Schwimmsport und „technologisches Doping“ erließ der Weltschwimmverband FINA im März 2009 in der sogenannten Dubai Charter neue Regeln für Schwimmanzüge, die unter anderem folgende Beschränkungen enthalten:
- Schwimmanzüge dürfen nicht über Nacken, Schultern und Knöchel hinausgehen.
- Die Dicke nach ISO-Standard 5084 darf einen Millimeter nicht überschreiten.
- Der Auftrieb darf maximal ein Newton betragen (das entspricht der Gravitationskraft einer Masse von rund 100 Gramm).
- Es darf nur ein Schwimmanzug getragen werden.
- Alle Anzüge eines erlaubten Modells müssen identisch sein. Es darf keine Maßanfertigungen geben.
- Es darf keine externe Stimulation geben (beispielsweise Abgabe chemischer Substanzen, Elektrostimulation).
- Wasserundurchlässige Materialien dürfen nur für maximal 50 % der Fläche des Anzuges verwendet werden. (Diese Regel sollte ab dem 1. Januar 2010 gelten.)

### Endgültiges Verbot

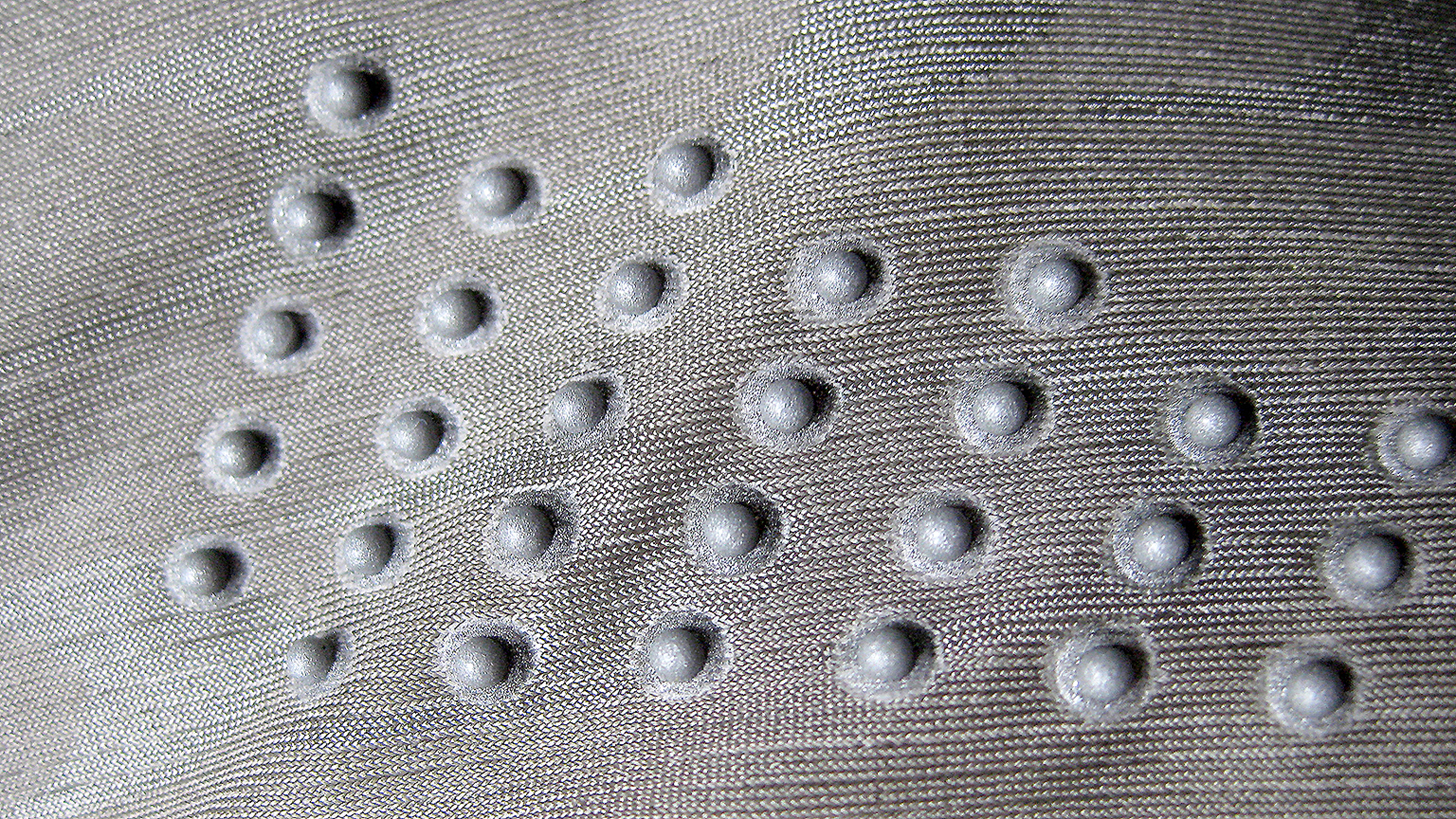
Ganzkörper Glattanzug Sharkskin Speedo – Ausschnitt – Größe D 31 – Frauen

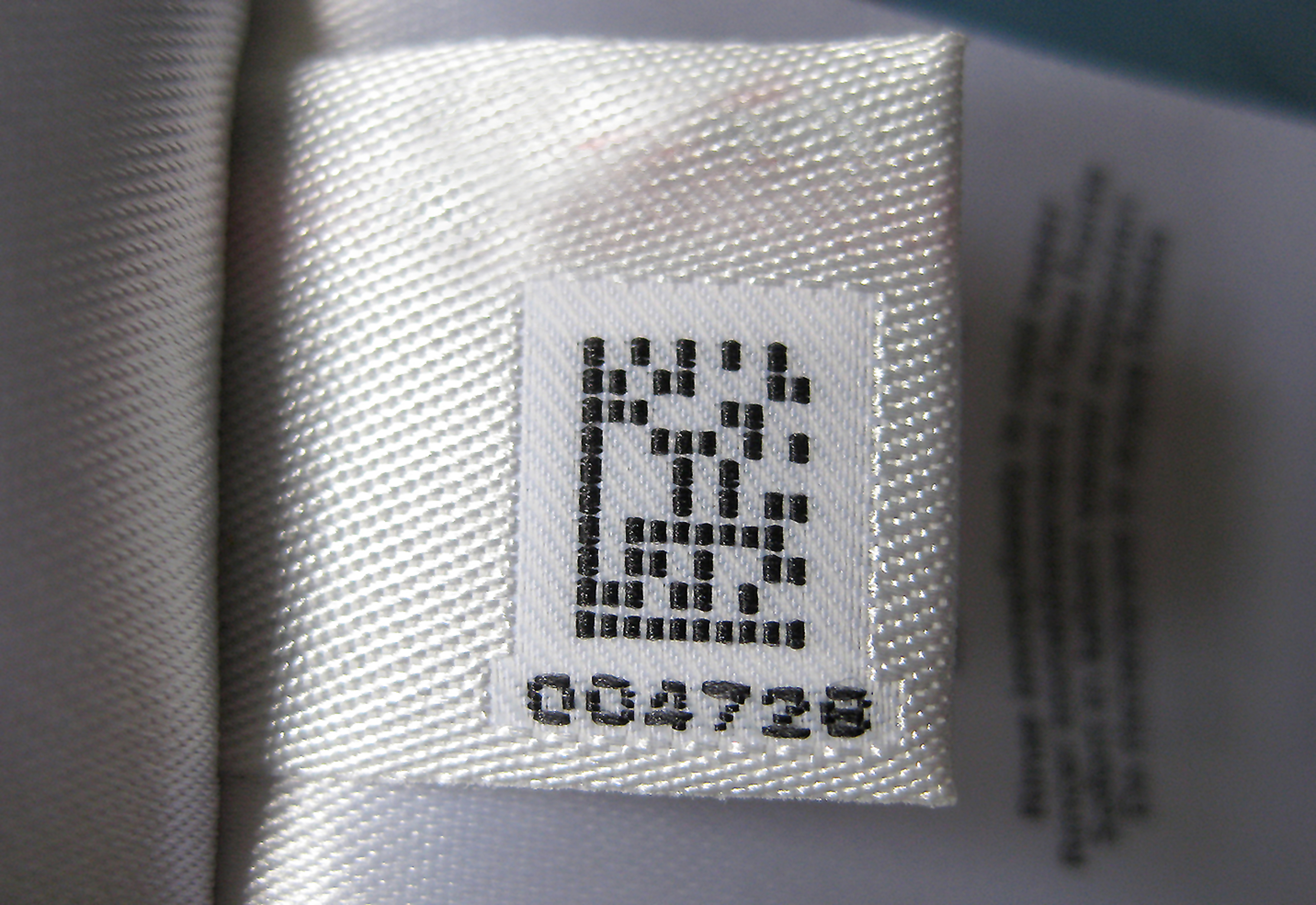
Maßanfertigung von Speedo Sharkskin Ganzkörper Badeanzug Größe D 31 – Frauen – Gewinnerin einer Olympiamedaille

Der Kongress der FINA beschloss während der Schwimm-WM am 28. Juli 2009, ab 2010 Schwimmanzüge der alten Form ganz zu verbieten.
Seit 1. Januar 2010 gelten folgende, später noch weiter verfeinerte Regeln:
- Für Männer sind die Grenzen der Kleidung das Knie und der Nabel.
- Für Frauen sind die Grenzen das Knie, die Schultern und der Nacken.
- Das Material darf gewoben, gestrickt oder geflochten sein.
- Die Materialdicke liegt bei max. 0,8 mm.
- Auftrieb wird bis zu 0,5 Newton (50 g) erlaubt, wobei auch dieser Wert zukünftig gegen null gehen soll.
- Das Material muss wasserdurchlässig sein und mindestens 80 Liter pro Quadratmeter in der Sekunde passieren lassen.
- Reißverschlüsse oder andere Verschlusssysteme sind verboten.
- Individuelle Modifikationen jeder Art sind ebenfalls verboten. Tapen oder Imprägnieren ist nicht erlaubt.
- Es darf während des Rennens nur ein Anzug getragen werden.

## Hersteller
Verschiedene Hersteller bieten Schwimmanzüge für Wettkämpfe an. Die bekanntesten und ihre Produktlinien sind:
- Arena – Powerskin, Arena X-Glide und Carbon Ultra
- Speedo – Aquablade, Fastskin, und LZR
- Nike – LiftSuit und NG-1
- Adidas – JetConcept, Hydrofoil, und Adizero
- TYR – Avictor, Fusion, Aquapel, Aquashift, Tracer, AP12 und Avictor
- Dolfin – Titanium
- Blue Seventy – Nero
- ZAOSU – Z-Speed, Z-Racing